# Cyclosa hamulata
Cyclosa hamulata är en spindelart som beskrevs av Akio Tanikawa 1992. Cyclosa hamulata ingår i släktet Cyclosa och familjen hjulspindlar. Inga underarter finns listade i Catalogue of Life.